# Квартира-музей Астрид Линдгрен
Квартира-музей Астрид Линдгрен (швед. Astrid Lindgrens Hem) — музей в Швеции, расположенный в Стокгольме в районе Васастан в квартире по адресу Далагатан, 46, где знаменитая детская писательница прожила больше 60 лет.

## История создания музея
С момента смерти Астрид Линдгрен шли разговоры о том, чтобы превратить её дом в музей. Некоторое время из посторонних только члены Общества Астрид Линдгрен (Astrid Lindgren-sällskapet) могли посетить квартиру автора всемирно известных книг о Карлсоне, Пеппи Длинныйчулок, Эмиле из Лённеберги, о детях из Бюллербю и жителях острова Сальткрока, о принце Мио, о Рони, дочери разбойника, и др. И вот наконец в ноябре 2015 года, на 108-й день рождения писательницы, дом Астрид Линдгрен, с разрешения членов её семьи и домовладельца, открыл двери для обычных посетителей.

### Описание музея
Квартира находится на втором этаже дома по адресу Далагатан, 46. На 140 квадратных метрах разместились 5 комнат и кухня. Посетители могут осмотреть все комнаты:
- гостиную, где писательница и её семья принимали друзей и иных гостей, в том числе видных политических и культурных деятелей;
- рабочий кабинет;
- комнату для завтраков;
- столовую;
- спальню, где Астрид Линдгрен умерла в возрасте 94 лет.

## Посещение квартиры-музея Астрид Линдгрен

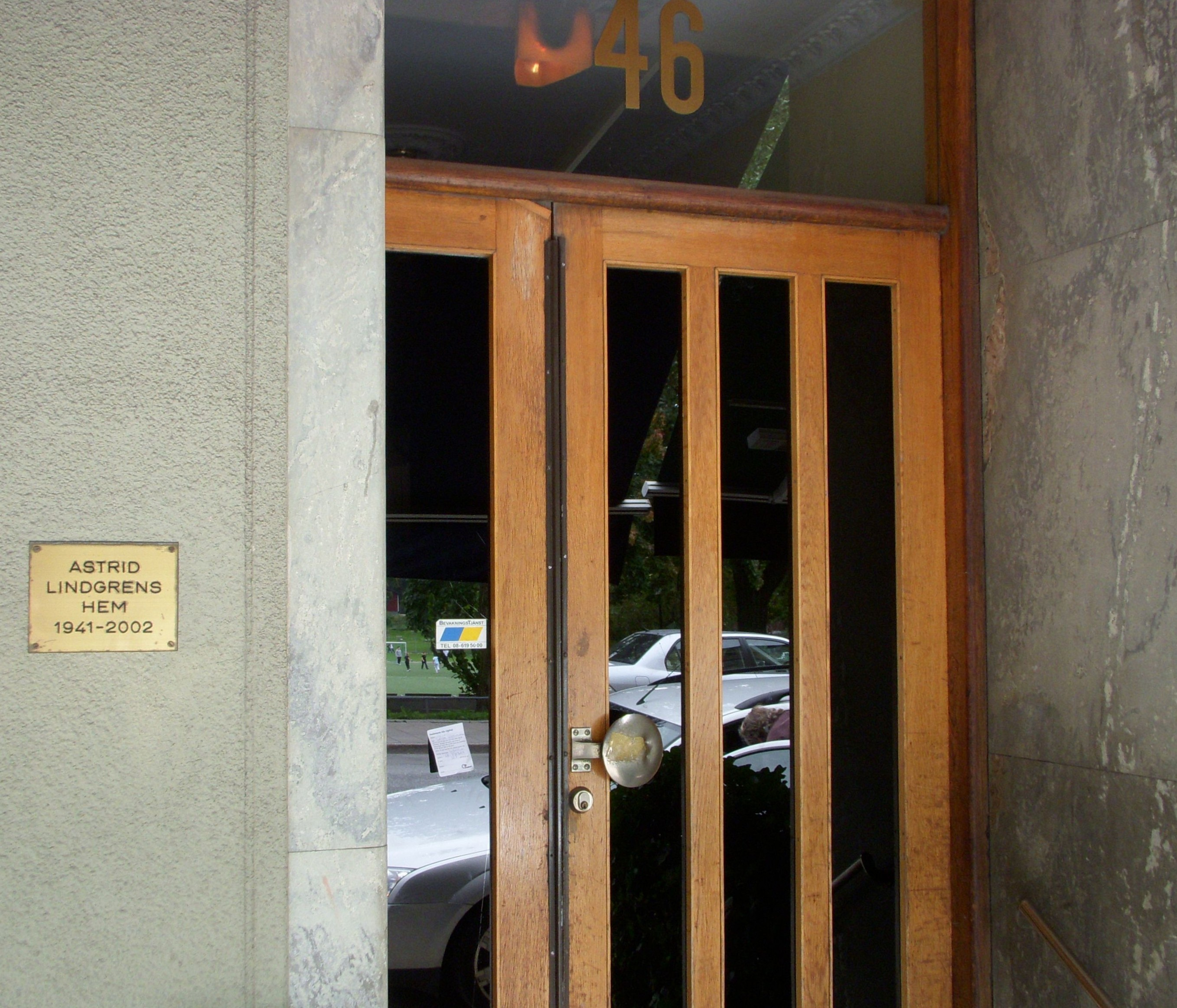
Двери в подъезд дома, где жила Астрид Линдгрен

Посещение возможно только в составе группы (не более 12 человек) с гидом.
Есть возрастной порог: допускаются экскурсанты не младше 15 лет.
Экскурсии проводят обученные гиды общества Астрид Линдгрен, работающие на волонтёрской основе, то есть бесплатно. А это, в свою очередь, ведёт к тому, что количество дней и часов для посещения ограничено.

### Входные билеты
Билеты для посещения квартиры-музея Астрид Линдгрен необходимо приобрести заранее (в самом музее билеты не продаются!).
Это можно сделать в режиме онлайн на следующих сайтах:
- официальный сайт Общества Астрид Линдгрен (на шведском) Архивная копия от 29 марта 2016 на Wayback Machine
- сайт музея Свен-Харрис (на шведском)

## Интересный факт
В квартире хранится несколько сувениров из России. Один из них — блюдо — писательница получила лично из рук Президента России Бориса Ельцина в 1997 году.